# Francesco Quaroni
Francesco Quaroni (Stradella, 28 marzo 1908 – Villarboit, 22 settembre 1990) è stato un dirigente d'azienda italiano, noto specialmente agli appassionati di automobili per avere lanciato la produzione su scala industriale della Giulietta Alfa Romeo.

## Biografia
Francesco Quaroni è nato a Stradella, in provincia di Pavia, in una famiglia di proprietari terrieri. Nei primi anni del ‘900 il padre, Amilcare, si era distaccato dalle attività agricole, aprendo a Stradella una piccola banca, che sarebbe stata però travolta dalla crisi economica del ‘29/'30.
Dopo il liceo a Genova, Francesco Quaroni si iscrive al Politecnico di Torino, da cui esce nel 1932 con una laurea in Ingegneria Ferroviaria, che non avrà però modo di utilizzare in quel campo specifico.
Durante gli studi a Torino conosce e sposa Teodosia Molinatto, detta Thea in famiglia, nata a Kung Sien, in Cina, il 10 marzo 1907. Il padre di Thea, originario di un piccolo paese della provincia di Torino, era un pionieristico costruttore di ponti e ferrovie, attivo nel periodo a cavallo fra la fine dell'800 e l'inizio del ‘900 in Italia, Cina e Romania.
Francesco Quaroni e Thea Molinatto avranno tre figli: Franco, nato a Torino nel 1932, Anna, nata a Milano nel 1939 e Paola, nata a Giaveno (Torino) nel 1943.

### Le prime esperienze di lavoro e l'incontro con Luraghi
Dopo le prime esperienze di lavoro in un paio di aziende industriali (BENOTTO, biciclette e MOSCHENI, tubi e raccordi per impalcature) entra nel gruppo PIRELLI nel 1936 (alla società LINOLEUM), trasferendosi da Torino a Milano.
Promosso nel 1939 direttore della filiale di Roma della LINOLEUM, tornerà a Milano nel drammatico periodo degli ultimi due anni di guerra, con compiti di protezione e vettovagliamento dello stabilimento PIRELLI alla Bicocca.
Durante il periodo di lavoro alla LINOLEUM, Francesco Quaroni conosce Giuseppe Luraghi, che era entrato nel gruppo PIRELLI nel 1930 e aveva assunto incarichi di rilievo in ambito gestionale, fra cui la direzione della LINOLEUM. Secondo quanto hanno raccontato in famiglia Quaroni e Luraghi, il primo incontro fra di loro era avvenuto quando Francesco Quaroni era andato a prendere in bicicletta Giuseppe Luraghi alla stazione ferroviaria di una Roma nel caos, durante un bombardamento.
La reciproca stima e l'amicizia con Giuseppe Luraghi influenzeranno in modo significativo la vita lavorativa e personale di Francesco Quaroni e della sua famiglia, fino alla sua morte.

### L'entrata in Alfa Romeo
Nel 1950 Giuseppe Luraghi lascia la Pirelli e nel 1951 diventa direttore generale della FINMECCANICA, del gruppo IRI. Fra l'altro, Luraghi viene incaricato di seguire l'ALFA ROMEO, un'azienda del gruppo con preoccupanti perdite di bilancio.
Nel 1951 Luraghi chiama Francesco Quaroni ai vertici dell'ALFA ROMEO in sostituzione di Antonio Alessio, con l'incarico non ufficiale di chiuderla o trovare altre soluzioni.
L'ALFA ROMEO in quegli anni era un'azienda di circa 8.000 dipendenti, ancora impegnata nella conversione dall'attività bellica a quella civile. Al Nord produceva su scala semi-artigianale automobili vendute a prezzi alti, ma non sufficientemente remunerativi, mentre al Sud lo stabilimento era poco attivo e ancora semi-distrutto dai bombardamenti.
Nello stesso anno, il 1951, era diventato consulente di FINMECCANICA Rudolf Hruska, un ingegnere austriaco che in Germania, a partire dal 1938, aveva acquisito un'importante esperienza al fianco di Ferdinand Porsche, diventando poi il principale collaboratore nella progettazione e produzione del Maggiolino.
La competenza di Hruska e le tendenze espansive del mercato dell'automobile, convincono Luraghi e Quaroni a tentare il lancio di un nuovo modello, da produrre su scala industriale.

### La Giulietta Sprint
La Giulietta Sprint viene esposta nell'aprile del 1954 nello stand ALFA ROMEO al 36º Salone di Torino. Nei piani dell'azienda avrebbe dovuto solo destare curiosità in vista della Giulietta Berlina, il cui lancio era previsto per l'anno successivo. Nei soli giorni del Salone vengono raccolti 700 ordini e dopo il Salone i concessionari saranno letteralmente presi d'assalto. Questi fatti incoraggianti spingono ad accelerare il piano industriale.
Il fortunato nome commerciale della prima auto prodotta in grandi serie dall'ALFA ROMEO, Giulietta, deriva dal sospirato amore di Romeo nella tradizione shakespeariana. Viene suggerito dal poeta Leonardo Sinisgalli, un ingegnere che scriveva sulla rivista "Civiltà delle Macchine" ed era anche consulente dell'IRI per l'immagine.
Per i pesanti investimenti necessari all'organizzazione della produzione in serie della Giulietta, Ettore Cattaneo, che era la mente amministrativa e finanziaria della dirigenza ALFA ROMEO, li reperisce principalmente in Germania. Parte così una produzione che raggiungerà un numero totale di tutto rispetto per il mercato di quei tempi: 180.000 auto.
Nel successo della Giulietta c'è da considerare non solo il "boom" italiano di quegli anni, ma anche il fatto importante che si trattava di un'automobile con una ripresa ineguagliabile, stabile e con una frenata eccellente. Insomma, un passo avanti nella storia dell'automobile.

### L'espansione dell'Alfa Romeo
Durante gli otto anni di direzione generale di Francesco Quaroni, l'ALFA ROMEO conclude accordi con la RENAULT per il montaggio e la vendita dell'utilitaria Dauphine in Italia, concede la licenza alla FÀBRICA NACIONAL DE MOTORES per la fabbricazione e vendita di veicoli pesanti ALFA ROMEO in Brasile e fa partire la realizzazione del nuovo stabilimento di Arese.
L'ALFA ROMEO passa dai 15 miliardi di lire di fatturato del 1951 ai 60 del 1959, iniziando a presentare bilanci in attivo.

### Il passaggio alla Fiat, quindi alla SIMCA e infine il ritorno alla Fiat
Nel 1959, per dissensi con i vertici IRI, Francesco Quaroni lascia l'ALFA ROMEO (era stato preceduto, nel 1956, da Giuseppe Luraghi).
Entrato dopo qualche mese in FIAT, Francesco Quaroni, che era stato seguito da Rudolf Hruska e altri tecnici di valore, viene destinato alla direzione generale della SIMCA, un'azienda automobilistica francese partecipata da FIAT.
A Parigi Quaroni e Hruska si dedicano alla riorganizzazione tecnica della SIMCA. Nel 1961 la SIMCA lancia la SIMCA 1000, un'auto molto fortunata – anche grazie al prezzo contenuto - che sarebbe stata prodotta fino al 1978 in quasi 2 milioni di unità. Il progetto iniziale della SIMCA 1000 era stato drasticamente rivisto da Rudolf Hruska utilizzando i piani praticamente già pronti per l'utilitaria ALFA 1000, che avrebbe dovuto essere prodotta nell'area di Napoli.
Nel 1963, dopo la vendita della SIMCA all'americana CHRYSLER da parte della FIAT, Francesco Quaroni rientra in Italia.
A Torino collabora direttamente con Gianni Agnelli in una serie di progetti. Tra questi, gli studi di fattibilità dell'insediamento siciliano di FIAT, divenuto poi SICILFIAT e la presidenza pro-tempore della CERAMICHE POZZI, una partecipata vaticana che la famiglia Agnelli aveva promesso alla Curia di aiutare a ristrutturare.

### Gli ultimi anni
Il periodo di collaborazione di Francesco Quaroni con la FIAT si conclude nel 1973, intorno al compimento del 65º anno.
A partire dall'uscita dal gruppo FIAT e fino alla sua morte Francesco Quaroni continua la sua attività come presidente o membro del consiglio di amministrazione di diverse aziende (BANCA POPOLARE DI MILANO, SANGIORGIO, SANT'EUSTACCHIO, WORTHINGTON ecc.), affiancando l'amico Giuseppe Luraghi, nel frattempo rientrato nell'ambito delle Partecipazioni Statali.
Muore con la moglie Thea a 82 anni il 22 settembre 1990 nei pressi di Villarboit, quando la sua automobile, una vecchia FIAT 124, viene investita sull'autostrada Torino-Milano da un autotreno francese.